# Reverzne e-aukcije
Reverzne elektroničke aukcije (eng. Electronic Reverse Auction) je softverski alat koji se koristi u B2B nabavnim procesima. Nazivaju se još i nabavnim aukcijama (procurement auction, e-auction, sourcing event, e-sourcing) jer su posljednjih godina praktički obvezni dio nabavnog procesa suvremenih poslovnih organizacija.
U reverznim e-aukcijama uloge kupca i dobavljača zamijenjene su u odnosu na tradicionalne online aukcije (Forward auction) u kojima se kupci natječu za kupnju usluga ili dobara nudeći više cijene. U reverznim aukcijama ponude podnose dobavljači i one se smanjuju u cilju da dobavljač proda kupcu svoje proizvode ili usluge
U svojem osnovnom obliku, elektronička reverzna aukcija jest on-line dinamička aukcija u stvarnom vremenu između nabavne organizacije i grupe kvalificiranih ponuditelja koji se među sobom natječu za pobjedu u vidu isporuke robe ili usluga specificiranih vrstom, količinom, dizajnom, tehničkim karakteristikama, kvalitetom i ostalim zahtjevima.
Kao i tradicionalne, reverzne aukcije su formalizirana procedura trgovine i odvijaju se prema unaprijed dogovorenim utvrđenim pravilima. Reverzne elektroničke aukcije koriste se u nabavnom poslovanju poslovnih organizacija od sredine devedesetih i označavaju prekretnicu u industrijskoj nabavi.

## Povijest e-aukcija
Kao povijesni početak razvoja elektroničkih aukcija uzima se 1995. godina, a njezin začetnik bila je tvrtka FreeMarkets Online, odnosno njezin osnivač Glen Meakem. Nakon što s njegovu ideju odbili u General Electricu i McKinseyu, Meakem je osnovao vlastitu tvrtku i s kolegom iz bivše tvrtke razvio rješenje za provođenje elektroničkih aukcija. Freemarkets Online 2004. godine kupio je najpoznatiji developer Spend management sustava, Ariba za 493 milijuna dolara.
U počecima su reverzne aukcije bile dizajnirane kao „otvoreni događaji koji samo spuštaju cijenu“, međutim fokus na cijenu ograničavao je potencijal za rast i zato se s vremenom pristup u kreiranju reverznih aukcija usredotočio na širi spektar.
Nakon 2000. godine elektroničke reverzne aukcije postale su mainstream svjetskog gospodarstva, i to ponajprije zato što:
-	omogućuju standardiziranu prezentaciju predmeta trgovine kojom je jednostavno upravljati,
-	predstavljaju komunikacijsku infrastrukturnu vezu s velikim brojem potencijalnih kupaca i poslovnih partnera – globalni nastup,
-	posjeduju standardizirane mehanizme za pretraživanje,
-	posjeduju sustave mehanizama plaćanja s visokim stupnjem sigurnosti,
-	skraćuju proces pregovaranja i mogućnost analize,
-	omogućavaju provjeru cijena.

## Vrste reverznih e-aukcija
Postoji mnogo vrsta aukcija,a najpoznatije su sljedeće:
1. U Engleskoj aukciji (Standardna aukcija) zadana početna cijena se smanjuje. Kupac najčešće zadaje najnižu cijenu postignutu na tenderu, a tijekom trajanja aukcije dobavljači je snižavaju u skladu sa zadanim parametrima. Posao dobiva dobavljač koji ponudi najpovoljniju cijenu za traženu robu/uslugu.
2. U Nizozemskoj aukciji cijena se su zadanim intervalima automatski povećava, a pobjeđuje prvi ponuditelj koji pristane.
3. U Brazilskoj aukciji dobavljači nude količinu koju su spremni isporučiti za ponuđenu cijenu koju nudi kupac. Naručitelj praktički postavlja pitanje „ koju količinu možete ponuditi za određen iznos?“.
4. U Japanskoj aukciji cijena se u zadanim intervalima automatski snižava, a ponuditelji imaju mogućnost ostati ili odustati od daljeg sudjelovanja. Pobjeđuje onaj koji najduže ostane.
5. U aukciji poznatoj kao Prva cijena – zatvorena ponuda ponuditelji najčešće imaju pravo ponude predati samo jednom, i to spremljene u koverti, obvezno skrivene od ponuditelja. Sastoje se od dva dijela: predaje ponuda i otvaranja ponuda. Pobjednik aukcije plaća cijenu koju je ponudio.
6. Vickery aukcija – ponude se dostavljaju zatvore i kovertirane, neovisne jedna o drugoj. Pobjednik je najbolji ponuditelj, ali plaća drugu po visini ponuđenu cijenu.

## Kako funkcioniraju reverzne e-aukcije
Reverzne e-aukcije stvaraju okruženje u kojem dobavljači aukciraju jedan protiv drugoga, boreći se za dobivanje posla. Takvo okruženje potiče natjecateljski duh i postiže se cijena usluga i dobara prema aktualnoj vrijednosti na tržištu.
Reverzne e-aukcije su posljednja faza natječaja, a provode se u cilju postizanja najpovoljnije cijene poticanjem natjecateljskog duha među dobavljačima. Elektroničke aukcije ne provode se prema zadanom obrascu, ali ipak postoje zakonitosti kojih se nabavni profesionalci pridržavaju. Izuzetak su elektroničke dražbe u javnoj nabavi koje se moraju provoditi u skladu s propisanim zakonskim odredbama.
Prije svega kupac mora precizno definirati i objaviti zahtjev za određenim proizvodima ili uslugama što ih namjerava kupiti: detaljno opisuje i tehnički specificira proizvod ili uslugu, navodi željeni rok isporuke i ostale bitne podatke, te provodi elektroničku aukciju. Nakon toga, kako bi ispitali početne cijene, kupci prije aukcije provode jedan krug RFI-a (eng. Request for information) s dobavljačima koje planiraju pozvati na aukciju.

Budući da svi selektirani ponuditelji moraju biti dobro obučeni za sudjelovanje na aukciji, preporuka je da se prije „prave” provede testna aukcija s realnim uvjetima sa svim dobavljačima koji su pozvani u aukciju. Testna aukcija omogućava dobavljačima pripremu za aukciju i provjeru tehničkih uvjeta. Osim toga, kupac je dužan sudionike aukcije upoznati s pravilima aukcije i načinom odabira najpovoljnije ponude.

Sustavi za e-aukcije omogućavaju kupcu potpuni uvid u sve informacije, osim imena natjecatelja koja su „skrivena“ tijekom aukcije. Kod pripreme aukcije moguće je koristiti različite postavke kako bi se dodatno „stimulirali” dobavljači za davanje boljih ponuda, tako je primjerice moguće:

-	definirati minimalni iznos sljedeće ponude,

-	automatsko produživanje aukcije u slučaju da dobavljač preda ponudu u zadnjim minutama aukcije,

-	definirati vidljivost najpovoljnije ponude ili pozicije dobavljačima, itd.

Zavisno od strategije kupca, informacije dostupne dobavljačima strateški su ograničene. Primjerice, dobavljač vidi svoju poziciju i najnižu cijenu ili samo vidi je li na prvom mjestu, a e-aukcija ne navodi trenutačnu najpovoljniju ponudu.

Tijekom provođenja aukcije važna je nesmetana komunikacija između kupca i dobavljača kako bi se mogle razjasniti eventualne nejasnoće. 
Vremenski rok trajanja aukcije tijekom kojega se predaju ponude definira kupac, a taj rok otprilike traje između 60 i 90 minuta, s tim da su moguća produženja u slučaju kada dobavljač snizi cijenu pred sam kraj isteka vremena. Onaj ponuditelj koji u vremenski ograničenome automatskom pregovaračkom postupku ponudi najnižu cijenu za određeni proizvod ili uslugu, uz uvjet da zadovoljava sve ostale postavljene kriterije, odabire se kao najpovoljniji i dobiva posao i status dobavljača.

## Prednosti reverznih e-aukcija
Karakterizira ih veći broj sudionika, neizvjesnost i brzina izvršenja. Idealan su alat za kupce koji imaju velike nabavne budžete.

Za kupce se izdvajaju sljedeće prednosti:

-	Stvaraju trenutačne direktne financijske uštede do 40%, u prosjeku oko 15%

-	Pregovarački postupak skraćen s nekoliko tjedana na nekoliko sati

-	Potpuno su transparentne

-	Reduciraju rad s papirom

-	Jednostavna i praktična programska rješenja 

Prednosti za dobavljače:
 
-	mogućnost uvida u konkurentsko okruženje na tržištu,

-	niži troškovi marketinga i prodaje - u klasičnom postupku nabave troškovi „osvajanja“ - pridobivanja novog kupca i zadržavanja postojećega mogu biti znatni; sudjelovanjem na elektroničkoj e-aukciji ponuditelji usmjeravaju procese i smanjuju pripadajuće troškove obrade i odgovora na zahtjeve za ponudu,

-	brži vremenski ciklus (ne)dobivanja posla - ponuditelji odmah dobivaju informaciju o trenutnom stanju njihove ponude; promptni uvid u stvarne tržišne cijene i trenutnu poziciju na reverzne e-aukcije ponuditelju omogućuju korekciju ponuđene cijene,

-	dobivanje konstruktivne povratne informacije o razlozima (ne)dobivanja posla,

-	manje potrebnog vremena za nadmetanje – ponuditelji dobivaju više informacija, dobivaju ih brže i imaju koristi od bržeg odabira dobavljača,

-	transparentnost procesa – po završetku reverzne e-aukcije gotovo da i nema nepoznanica i tajna: svi ponuditelji znaju koja je najniža ponuđena cijena i koliko su njihove ponuđene cijene bile konkurentne,

-	bolja komunikacija između kupca i dobavljača i veća točnost podataka ulijevaju veće povjerenje i interes ponuditelja za sudjelovanje na reverznoj e-aukciji.

-	omogućavaju dobavljačima promptno dobivanje povratne informacije s tržišta, neposredan uvid u tržišne cijene, ocjenu vlastite tržišne pozicije i njezino poboljšanje, smanjenje troškova prodaje i pristup novim potencijalnim kupcima i tržištima.

-	Elektroničke reverzne aukcije prisiljavaju dobavljače na ulaganje dodatnih napora i nalaženje novih načina da se poboljša vlastita konkurentnost.

## Nedostaci korištenja e-aukcija
Elektroničke reverzne aukcije nisu prikladne za tehnički visokozahtjevne proizvode koje može ponuditi relativno malen broj ponuditelja, za razliku od masovnih proizvoda tipa „off-the-shelf“ (s police). Strateški proizvodi važni su za kupčev proizvodni proces, a karakteriziraju ih vrlo visoki stupanj složenosti i tehnologije, malen broj dobavljača koji su ih u stanju proizvesti i visoki troškovi promjene dobavljača, pa su često predmet dugoročnih strateških odnosa s dobavljačima. 

Reverzne e-aukcije se ne koriste:

1.	Kada je cijena točno određena

2.	Ako postoji mogućnost povrede odnosa

## Online servisi za reverzne e-aukcije
Za aukcije tradicionalnog tip postoji niz online dostupnih servisa. Budući da reverzne aukcije imaju specijaliziranu upotrebu za sektore nabave poslovnih organizacija, alati za provođenje online reverznih aukcija obvezni su sastavni dio specijaliziranih programskih rješenja za elektroničku nabavu.